# André Masson
André Masson (Balagny-sur-Thérain, 4 de enero de 1896-París, 28 de octubre de 1987) fue un pintor y grabador francés asociado al surrealismo y al expresionismo abstracto. Su producción incluye ilustraciones para libros y decorados teatrales. 
Se destacó por sus collages con materiales innovadores, como la arena y la goma arábiga, que aplicaba sobre los lienzos antes de empezar a pintarlos.

## Biografía

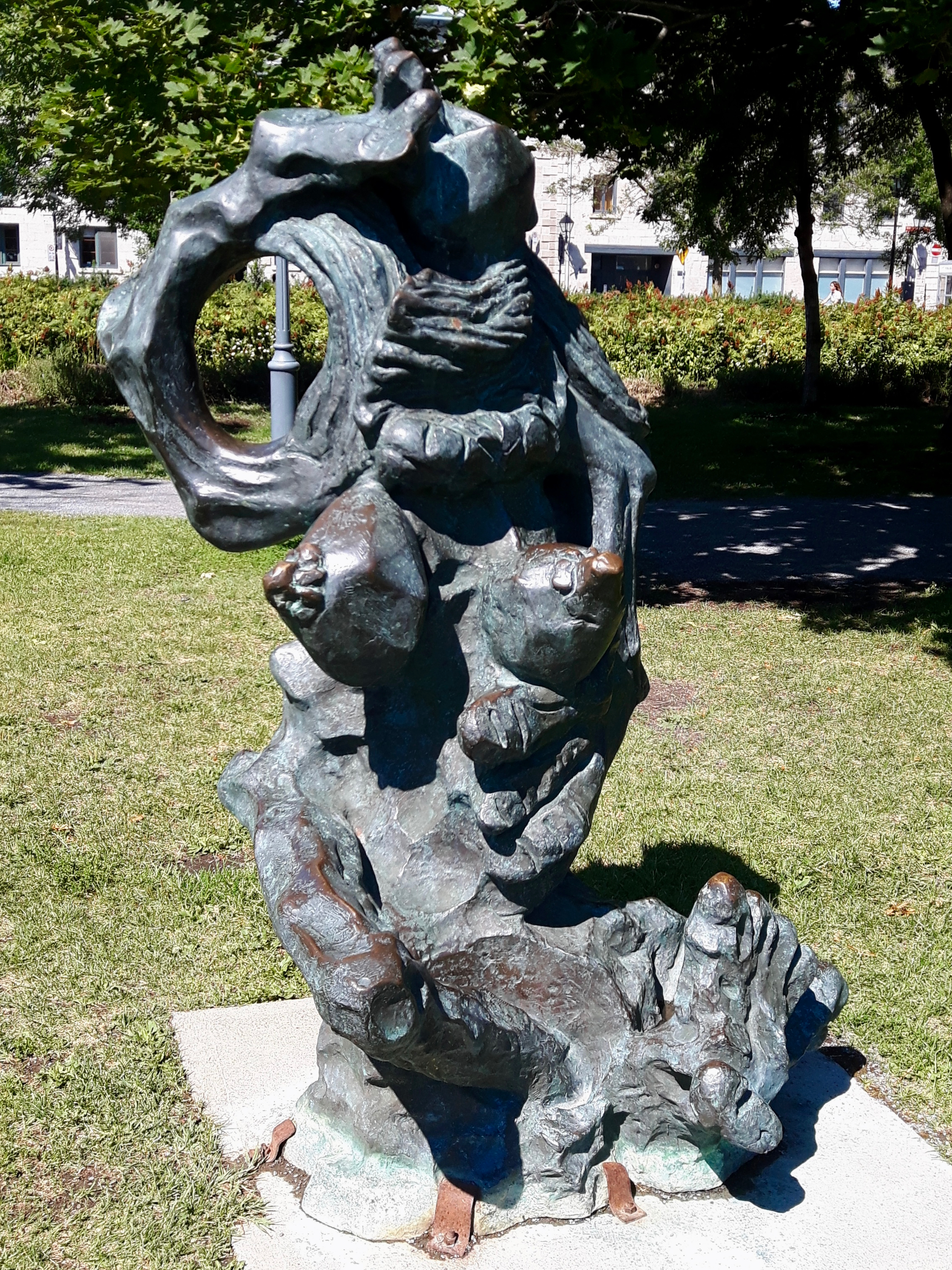
Femme tourmentée, 1942. Vieux-Port, Montreal

1903-1911, vive con su familia en Bruselas, donde estudia en la Real Academia de Bellas Artes. Le impresiona mucho la obra de Ensor. 
1912, entra en la Escuela de Bellas Artes y estudia pintura al fresco.
1914, lee la obra de Friedrich Nietzsche, que ejercerá una poderosa influencia sobre él a lo largo de toda su vida. 
1920, se instala en París y comienza a relacionarse con algunos artistas y escritores, conoce a Max Jacob. En su obra de los primeros años veinte es evidente la influencia de Rodin y Sade, en sus dibujos eróticos y en la acuarelas. Pinta también paisajes, especialmente bosques, naturalezas muertas y figuras agrupadas alrededor de una mesa. Su estilo es entonces cubista. 
1922, el marchante Kahnweiler le ofrece un contrato y Hemingway y Gertrude Stein le compran algunas telas; su estudio de la rue Blomet se convierte en el lugar de reunión de artistas y escritores (Leiris y Artaud entre otros).
1924, hace su primera exposición individual, orgnizada por
Kahnweiler en la galería Simon. Breton admira la exposición; Masson se vuelca de lleno en las técnicas del automatismo surrealista. 
1927, conoce a Giacometti y bajo su supervisión, realiza su primera escultura titulada Metamorfosis. 
1928, comienza a distanciarse del grupo surrealista de Breton por no sentirse cómodo con la orientación política que el movimiento está siguiendo. 
1929, rompe con Breton y este critica su obra en el Segundo Manifiesto Surrealista; entra a formar parte de un grupo alrededor de la revista Documentos de Bataille y pinta en París dos grandes
murales para Pierre David-Weil.
1931, pinta la serie Masacres y al año siguiente conoce a Matisse, con quien pasa algún tiempo en Niza.
1936, algunas de las obras realizadas durante su estancia en España (Aube a Montserrat y Paysage aux prodiges) son reproducidas en la revista Minotaure con un texto de Bataille. En ese mismo año renueva su amistad con Breton y el grupo surrealista, participando con catorce obras en la Exposición Internacional del Surrealismo en Londres.
1937, comienza el segundo periodo surrealista de Masson, caracterizado por la representación de figuras monstruosas influidas por Picasso y Dalí. 
1940, se traslada a Martinica y posteriormente a Nueva York huyendo de la ocupación nazi de Francia. En su obra americana hay huellas de la mitología india y el mundo natural; expone habitualmente y representa una de las más grandes influencias para el desarrollo del expresionismo abstracto. 
1945, retorna a Francia.
1947, el paisaje pasa a ser el principal tema de su pintura.
1954, participa en la Bienal de Venecia y recibe el Gran Premio de Pintura. 
1955, tiene lugar su primera retrospectiva en las Leicester Galleries de Londres.
1964, retrospectiva en la Academia de Arte de Berlín y el Stedelijk Museum.
1976, retrospectiva del Museo de Arte Moderno de Nueva York.
1987, muere en París.